# Coprofagia

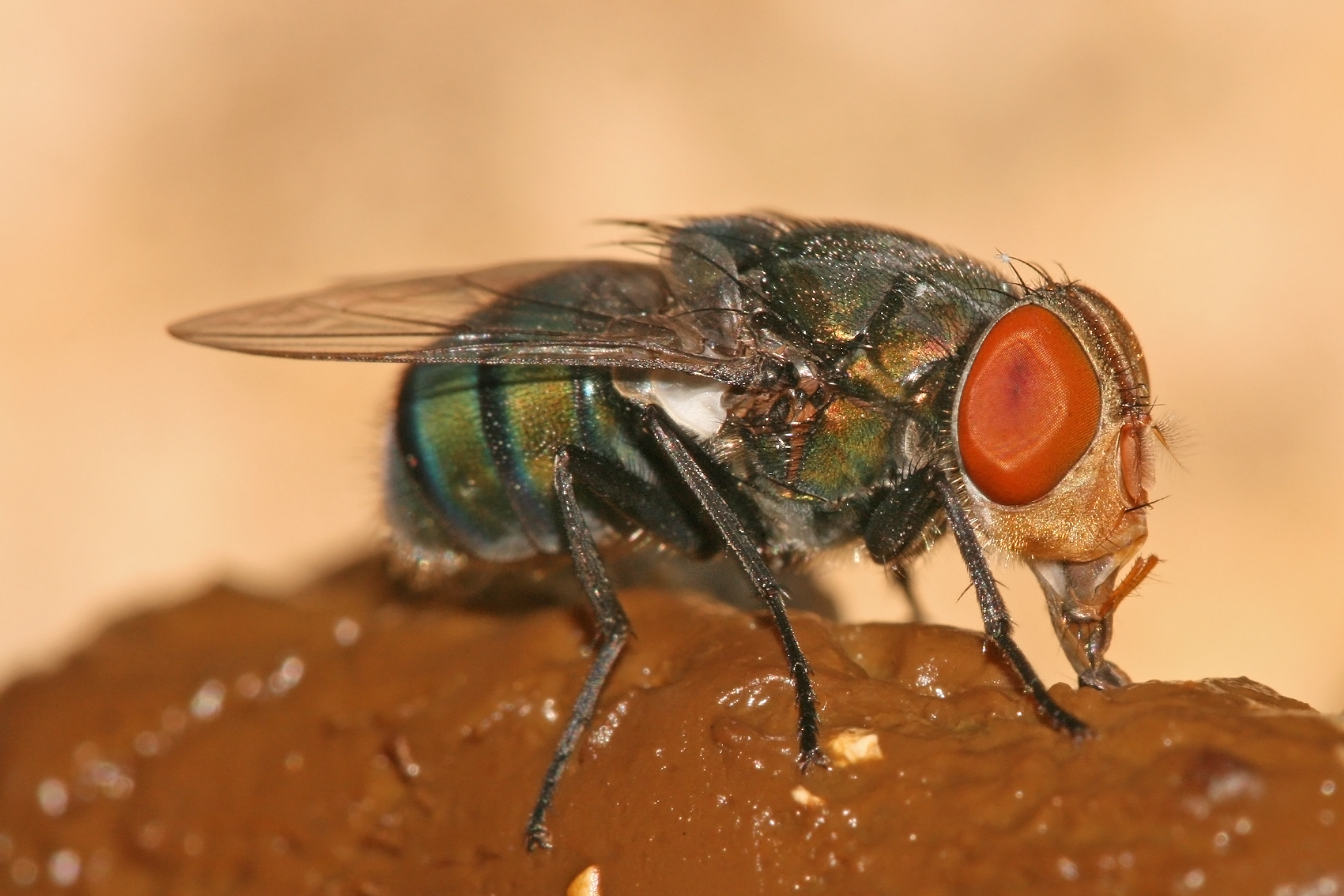
Mosca hembra, Chrysomya megacephala, alimentándose de heces animales.

Se entiende por coprofagia la ingestión voluntaria de heces. El término proviene del griego, κόπρος copros (‘heces’) y φαγειν phagein (‘comer’). En la naturaleza existen especies animales que practican este acto, otras especies normalmente no lo hacen, excepto bajo condiciones inusuales. Solo en ocasiones es practicada por humanos, denominándose coprofilia (una parafilia).
Un animal coprófago es aquel que se alimenta exclusiva o mayoritariamente de excrementos de otros animales y normalmente no puede subsistir utilizando otra fuente de alimento. Es un régimen alimentario casi exclusivo de los insectos, en especial de larvas de dípteros y de coleópteros escarabeoideos. Muchos animales consumen excrementos (elefantes, primates, roedores), pero dado que lo hacen de manera esporádica no pueden considerarse coprófagos. Tampoco son coprófagos los insectos que viven y se desarrollan en los excrementos depredando especies coprófagas; se trata de especies coprobias (que viven en los excrementos).
Las heces contienen cantidades importantes de alimentos semidigeridos como consecuencia de la poca eficacia de los sistemas digestivos, en especial de los herbívoros. Este recurso es explotado con éxito por numerosos insectos que, además, contribuyen a reciclar la materia en los ecosistemas.

## Coleópteros coprófagos

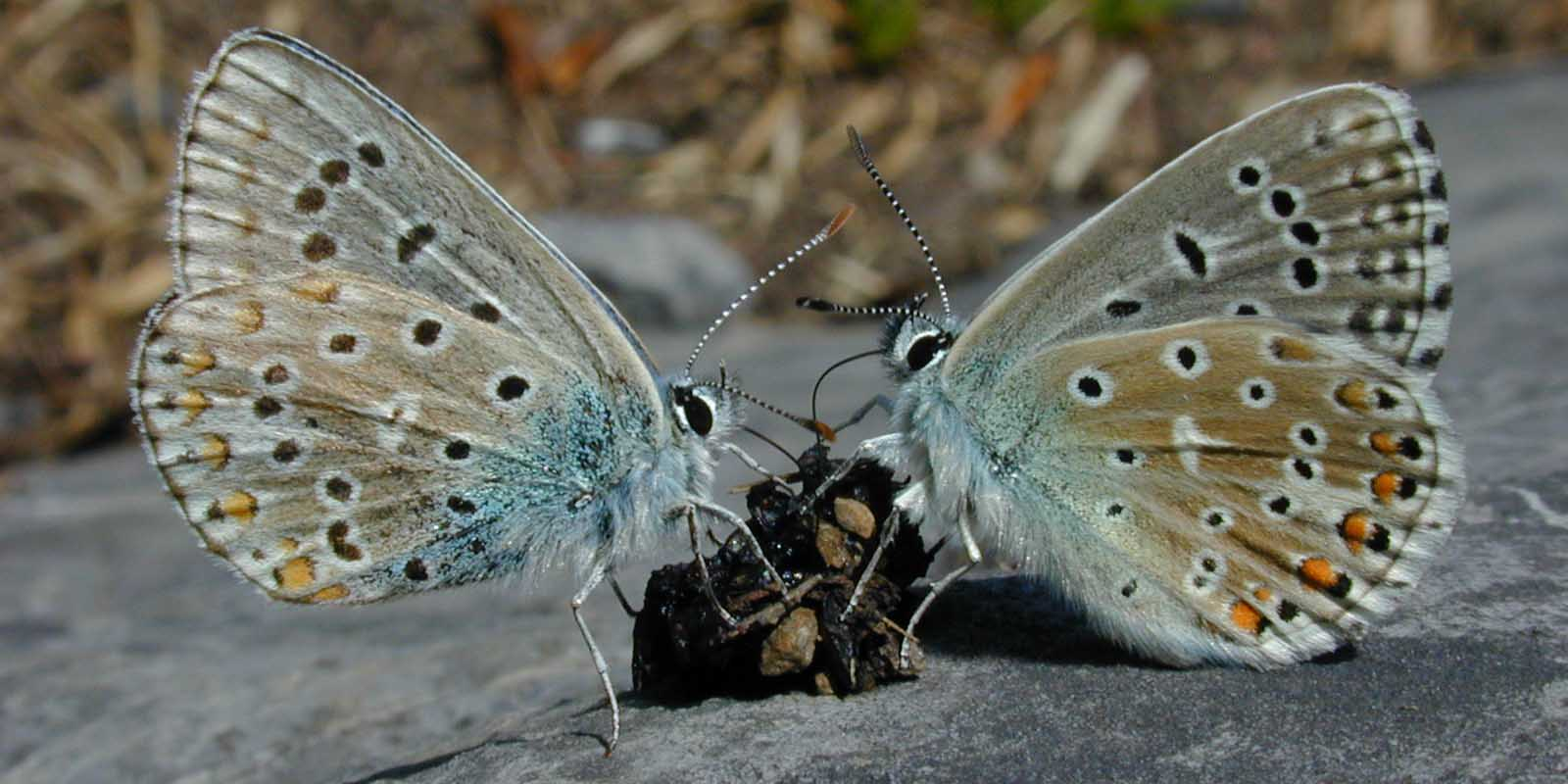
Dos mariposas alimentándose de heces.

La coprofagia es un régimen alimentario casi exclusivo de los insectos, en especial de larvas de dípteros y de coleópteros escarabeoideos. Existen muchas especies que desarrollan estos hábitos, tal vez las más famosas son los escarabajos peloteros, sagrados en el antiguo Egipto, y las moscas.

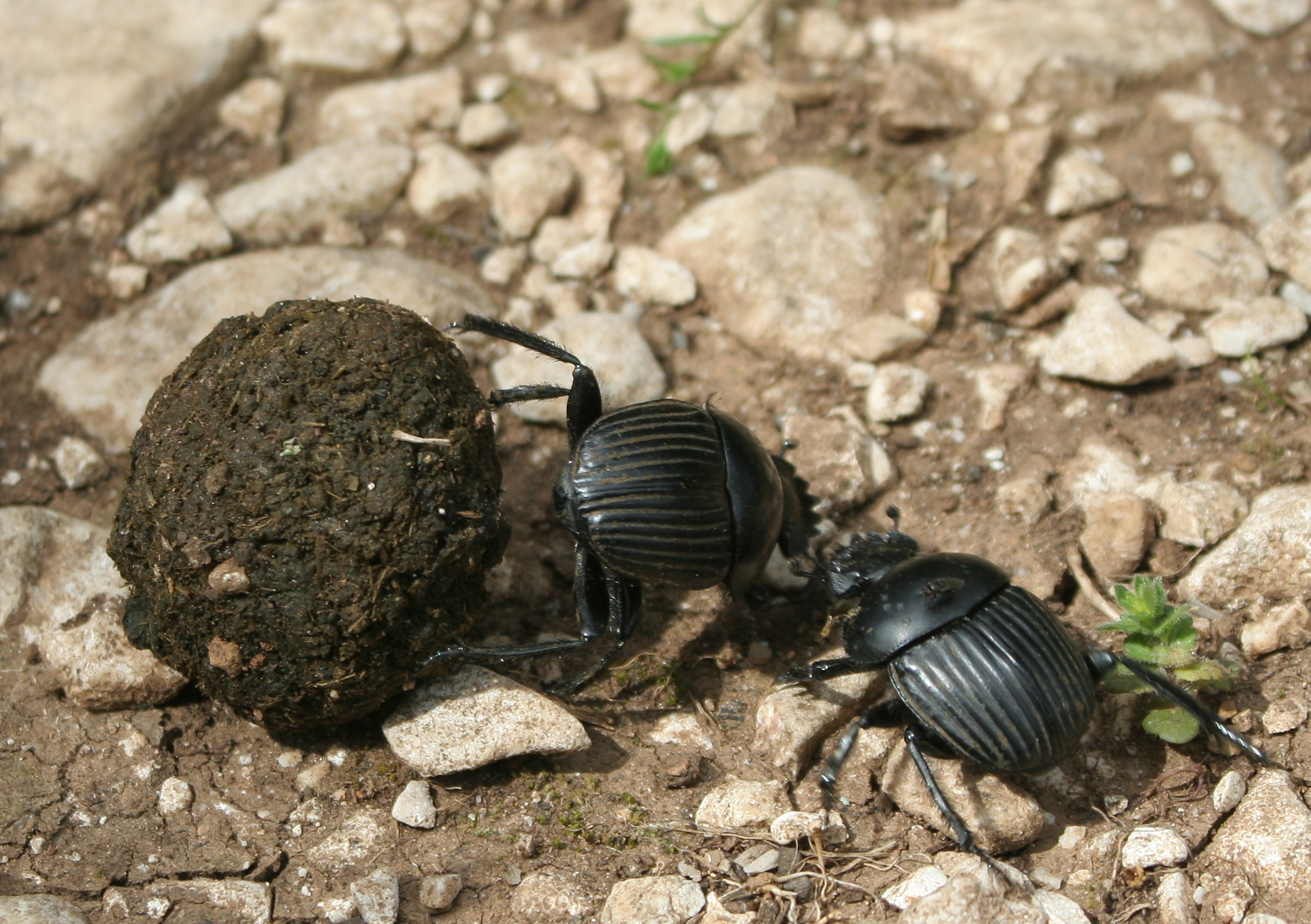
Una pareja de Scarabaeus laticollis rodando una bola de excrementos.

Miles de especies de coleópteros se alimentan exclusivamente de excrementos, y para ello han desarrollado una gran variedad de adaptaciones morfológicas, fisiológicas y etológicas. Se trata de un modo de vida exclusivo de los escarabeoideos, en especial de las familias Scarabaeidae, Geotrupidae e Hybosoridae.

### Procesado y explotación de los excrementos
Existen tres modelos básicos de procesado de los excrementos:
- Un primer grupo de especies, conocidos popularmente como escarabajos peloteros, desgajan una porción del excremento, hacen con él una bola y la transportan a cierta distancia de la masa principal por rodamiento; luego lo entierran en el suelo para alimentarse o construyen un nido subterráneo en el que depositan la bola de estiércol y sobre ella los huevos; las larvas se alimentan de la materia fecal hasta su completo desarrollo. Son ejemplo de este comportamiento los géneros Scarabaeus, Canthon, Gymnopleurus y Sisyphus, entre otros.
- Un segundo grupo de especies, como los Eucraniini argentinos, ciertos Canthonini australianos y varios Geotrupidae (Thorectes y Typhoeus) también transportan los excrementos a cierta distancia, pero no lo hacen rodando una bola, sino cargándolos con sus patas anteriores y a veces ayudándose de la cabeza y el pronoto.

### Selección del excremento

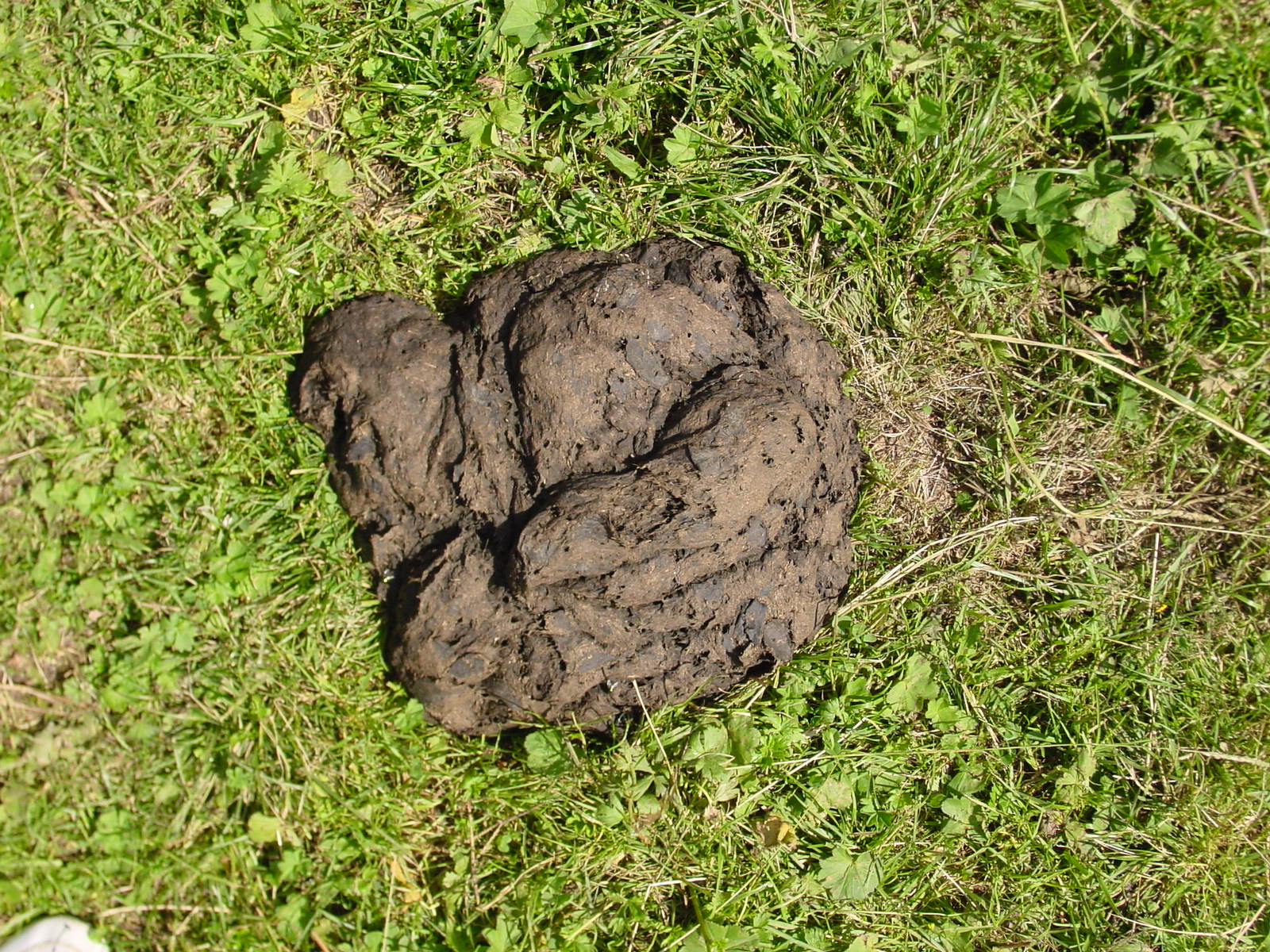
Boñiga de vaca con orificios de coleópteros coprófagos.

Cada especie de coprófago muestra ciertas preferencias por un tipo de excremento, a menudo por el de una especie concreta, y por un estado determinado de desecación de la materia fecal. La mayoría de coprófagos buscan los excrementos de grandes mamíferos ungulados y primates; las deyecciones de los carnívoros son mucho menos apreciadas, seguramente porque la cantidad de materia sin digerir es mucho menor. La selección del excremento supone una percepción de los olores suficientemente fina para diferenciarlos. Onthophagus coenobita y Aphodius elevatus muestran una clara preferencia por excrementos humanos frescos, Onthophagus punctatus por los de oveja, Aphodius prodromus por los de caballo, Caccobius schrebei y Aphodius fossor por los de vaca, y Aphodius cervorum por los de ciervo. Las grandes boñigas de elefante de las sabanas africanas albergan una serie de especies particulares de Heliocropis, Copridaspidius, Heteronitis, etc. Las heces de Papio son las preferidas por Lorditomaeus; las de perro por Caccobius sórdidus y Aphodius fimentarius. Onthophagus falzonii está ligado a los heces de tortuga mora. Algunos coprófagos, como los pequeños Canthonini prefieren excrementos de menor tamaño, como los de roedores, aves. A veces solo muestran preferencias por el excremento con el que aprovisionarán el nido en que se desarrollaran sus larvas; o prefieren excrementos frescos para su alimentación y secos para las larvas; o, como el caso de los Cephalodesmius australianos, coprófagos en estado adulto, aprovisionan el nido con fragmentos vegetales de los que se alimentan las larvas.

### Importancia ecológica
La degradación de los excrementos es un proceso lento en el que participan la acción desecadora del sol, la lluvia, la descomposición por parte de hongos y bacterias, y el consumo por larvas de dípteros y termitas. La acción de los coleópteros coprófagos, que desgajan, reparten y entierran las heces, aceleran extraordinariamente este proceso, a la vez que fertiliza el suelo. Sin su actuación, la acumulación de los excrementos sería insoportable para los ecosistemas. Se ha calculado que los coprófagos entierran 1,5 t (toneladas) de excrementos por hectárea y año.
El ejemplo de Australia es muy explícito: los coprófagos autóctonos no están adaptados a consumir las heces de los grandes herbívoros introducidos por el hombre (vacas, caballos, etc.) ya que los mamíferos australianos son más bien pequeños; así las boñigas permanecen largos períodos en el suelo, lo que conduce a:
- Multiplicación desmesurada de las moscas que encuentran un medio de cultivo propicio.
- El suelo se hace estéril al cubrirse de una costra de excrementos endurecidos tras su consumo por las moscas.
- Infección del ganado por helmintos y gérmenes patógenos presentes en las heces, que permanecen expuestas durante mucho tiempo.

## La coprofagia en el resto del reino animal
Los conejos, las cobayas y otras especies relacionadas, no tienen un sistema digestivo tan sofisticado como el de los rumiantes. Por ello, en vez de comer más hierba, le dan a su alimento un segundo pase por el intestino. Producen los cecotrofos unas deposiciones blandas de comida parcialmente digerida son excretadas y consumidas inmediatamente. Sin embargo, las deposiciones normales no son consumidas.
En algunos mamíferos como el elefante y el koala, se ha observado que las crías comen heces de sus progenitoras obteniendo de esta forma las bacterias necesarias para la digestión de la vegetación que se encuentra en su hábitat. Cuando nacen, sus intestinos no poseen esas bacterias, y sin ellas no podrían obtener los nutrientes de estas plantas.
Los gorilas también ingieren sus propias heces e incluso las de otros gorilas. A otros simios se les ha observado comer deposiciones de caballo debido a su contenido en sal. A los monos también se les ha observado comer deposiciones de elefante.
Los hámsteres comen sus propias deposiciones, ya que son una fuente de vitaminas B y K, producidas por las bacterias del tracto intestinal.
Los rumiantes pueden digerir sustancias que los neumogástricos no pueden y en algunas explotaciones se utiliza estiércol como suplemento alimentario. Los rumiantes pueden digerir la celulosa y recuperar el fósforo de los fitatos, es una fuente de nitrógeno no proteico, además añade minerales a la dieta. El estiércol también suele contener paja y otros alimentos digestibles por los rumiantes.
Antes de suministrarlo a los animales, se puede tratar mediante un compostado, un ensilado, tratado con invertebrados coprófagos o simplemente secado.
Los cerdos poseen particular preferencia por comer excrementos, lo cual puede ayudar a evitar la contaminación ambiental (principalmente del suelo y las aguas).
Esta práctica permite ahorrar en alimentos y producir menos desechos orgánicos, pero aumenta los riesgos de contagio.
Esta práctica está prohibida en la Unión Europea.[cita requerida]

## Hipótesis en perros
La coprofagia en perros es un comportamiento observado en ocasiones. Hofmeister, Cumming y Dhein (2001) escribieron que este comportamiento en animales no está bien investigado, y prepararon un estudio preliminar. En dicho estudio, publicado en una revista electrónica, escribieron varias teorías que intentan explicar este comportamiento en animales. De acuerdo con estas hipótesis, que no han sido probadas, los perros tendrían este tipo de comportamiento debido a los siguientes motivos:
- Para obtener atención de sus dueños.
- Por ansiedad o estrés.
- Por aburrimiento.
- Por intentar mantenerse limpios en condiciones insalubres.
- Cuando los perros observan a sus amos recogerlas, por lo que imitan su comportamiento. Esta teoría es improbable debido a que este comportamiento también se ha observado en perros cuyos dueños jamás recogen las heces.
- A causa de que los cachorros lo exploran todo y descubren que las heces son ingeribles y, quizá, sabrosas, especialmente si tienen una dieta rica en grasas.
- Porque los perros son por naturaleza carroñeros, por lo que es un comportamiento habitual.
- Para tapar el olor a posibles depredadores; esto se ha observado en madres.
- Debido a que la textura o la temperatura de las heces frescas son aproximadamente iguales a las de la comida regurgitada, que es como las hembras dan de comer alimento sólido a sus cachorros.
- Debido a que están hambrientos.
- Por carencia de hierro en su dieta.

Otras hipótesis proponen que los carnívoros a veces ingieren heces de sus presas para obtener y exudar sus olores, obteniendo así camuflaje.

## Humanos
La coprofagia es poco común en humanos. Suele ser el resultado de la parafilia conocida como coprofilia.
El consumo de heces humanas conlleva riesgos de enfermedades como la hepatitis, A y B, la neumonía, la amibiasis, gastroenteritis o cólera. Consumir las propias heces potencia el riesgo, así como la incorporación de bacterias y huevos de gusanos u otros parásitos intestinales. Riesgos similares se pueden aplicar a ciertas prácticas sexuales tales como el anilingus o la introducción en la boca de objetos que han estado en el ano. Se han observado casos de consumo de heces en personas con esquizofrenia y con pica que parece guardar relación con la necesidad de ingerir microorganismos claves para el buen funcionamiento del cuerpo humano que carecen estas personas.
A Santa Margarita de Alacoque le es adjudicada un mito famoso de coprofragia humana en el que se dice ingería el excremento de los enfermos a los que cuidaba para mortificar su cuerpo, sin embargo no existen referencias de su autobiografía personal ni tampoco registros contemporáneos de la época que respalden dicha afirmación. Ergo, esto no es más que un mito.